# Ireneusz Durlik

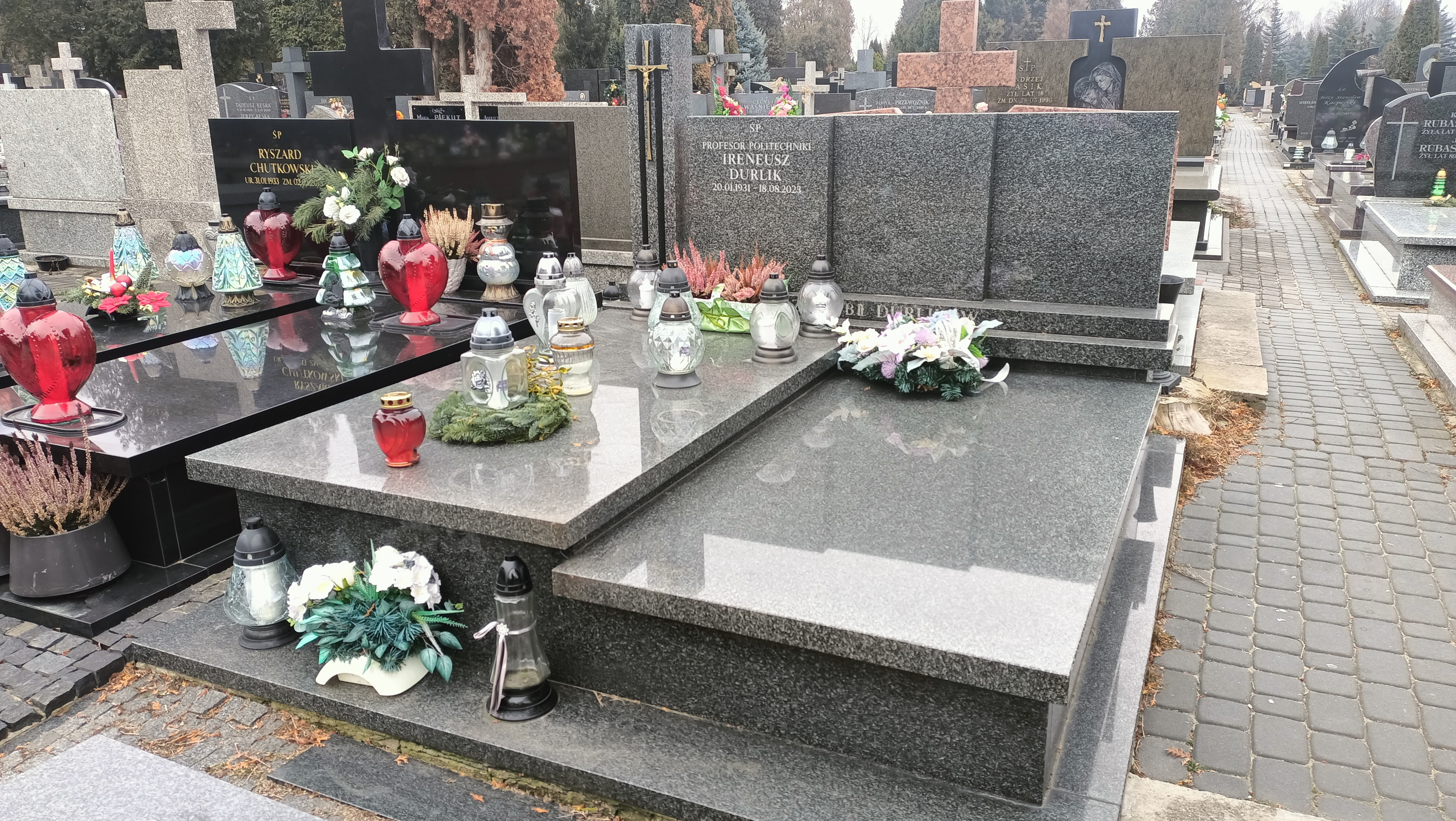
Grób Ireneusza Durlika na Cmentarzu w Pyrach

Ireneusz Durlik (ur. 20 stycznia 1931 w Skarżysku-Kamiennej, zm. 18 sierpnia 2023 w Warszawie) – profesor Politechniki Warszawskiej.

## Biografia
Urodził się 20 stycznia 1931 roku w Skarżysku-Kamiennej.
Studia magisterskie ukończył w 1962 roku na Oddziale Inżynieryjno-Ekonomicznym Wydziału Mechanicznego Technologicznego Politechniki Warszawskiej.
Pracował naukowo w kilku uczelniach, do roku 1980 w Politechnice Warszawskiej, a następnie głównie w Politechnice Gdańskiej, łącząc to z okresowym udzielaniem się w innych uczelniach (Politechnika Częstochowska, Wyższa Szkoła Informatyki, Zarządzania i Administracji). Specjalizował się w organizacji i ekonomice zakładów przemysłowych, zwłaszcza w odniesieniu do przemysłu mechanicznego, elektrotechnicznego i elektronicznego. Pełnił znaczące stanowiska w nauce i gospodarce. Był ekspertem Organizacji Narodów Zjednoczonych ds. Rozwoju Przemysłowego (UNIDO).
W 1966 roku uzyskał stopień doktora na Politechnice Krakowskiej (tytuł rozprawy „Metoda optymalnego wyboru wariantu procesu produkcyjnego obróbki części maszyn”).
W 1974 roku uzyskał stopień doktora habilitowanego nauk technicznych na Politechnice Warszawskiej (tytuł monografii habilitacyjnej „Elementy postępu w projektowaniu i realizacji zakładów przemysłu mikro elektrotechnicznego”).
W 1993 roku otrzymał z rąk prezydenta Lecha Wałęsy tytuł naukowy profesora. Opracował ponad 200 publikacji, w tym 9 publikacji książek. Wypromował siedmiu doktorów.
Przez 20 lat był członkiem Komitetu Nauk Organizacji i Zarządzania PAN.
Otrzymał wiele wyróżnień, w tym: nagrodę Komitetu Nauk Organizacji i Zarządzania PAN za dorobek publikacyjny (1993), nagrodę Rektora Politechniki Gdańskiej za szczególnie osiągnięcia w działalności naukowej (1996), honorowy tytuł Pierwszego Dyrektora Centrum Zarządzania Produkcją w Gdańsku Uniwersytetu Loyola Marymount z Los Angeles, kilkukrotnie nagrody Ministra Nauki i Szkolnictwa Wyższego.
W 2004 roku Politechniki Gdańskiej nadała mu nobilitujący tytuł profesor emeritus.
Zmarł 18 sierpnia 2023 roku, jest pochowany w Warszawie na cmentarzu parafii św. Apostołów Piotra i Pawła w Warszawie ul. Szumiąca 5.

## Stanowiska
- dyrektor Instytutu Organizacji i Projektowania Systemów Produkcyjnych (IOiPSP) początkowo na Wydziale Mechanicznym Technologicznym Politechniki Gdańskiej, a po reorganizacji uczelni w 1989 na Wydziale Technologii Maszyn i Organizacji Produkcji;
- kierownik Katedry Organizacji i Projektowania w strukturze IOiPSP (do 2002).

## Członkostwa
- European Society for Engineering Education (Bruksela),
- American Association for Advancement of Science,
- AIM – European Academy for Industrial Management (Bruksela) – Senior Fellow.

## Nagrody, wyróżnienia, odznaczenia
- Krzyż Kawalerski Orderu Odrodzenia Polski,
- Krzyż Oficerski Orderu Odrodzenia Polski (2001)[1],
- Złoty Krzyż Zasługi,
- Medal „Za Zasługi dla Ziemi Gdańskiej”,
- Medal „Za Zasługi dla Województwa Koszalińskiego”,
- odznaka honorowa NOT,
- odznaka honorowa TNOiK,
- odznaka honorowa SIMP

## Działalność pozanaukowa
- dyrektor Biura Projektowego UNIPRO (1967–1970),
- zastępca dyrektora Naukowo-Produkcyjnego Centrum Półprzewodników UNITRA-CEMI (1971–1975).

## Ważne publikacje
- „Inżynieria zarządzania I: strategia i projektowanie systemów produkcyjnych”, Placet, 1995.
- „Inżynieria zarządzania II: strategia wytwarzania, projektowanie procesów i systemów produkcyjnych”, Placet, 1996.
- z Krzysztof Santarek „Inżynieria zarządzania III: naukowe, techniczne i inwestycyjne przygotowanie produkcji wyrobów wysokiej techniki”, C.H.Beck, 2016